# H-2 Worker
H-2 Worker és una pel·lícula documental de 1990 sobre l'explotació de treballadors convidats jamaicans a la indústria de canya de sucre de Florida. Va ser dirigit per Stephanie Black, i va guanyar el Gran Premi del Jurat per documentals del Festival de Cinema de Sundance de 1990. Va ser rodat a Belle Glade, Clewiston i Okeelanta (Florida), així com Jamaica i inclou camps de canya i camps de treballadors (Ritta Village, Prewitt Village) propietat de US Sugar Corporation i la Okeelanta Corporation.
Els recol·lectors de canya van ser portats per fer la collita de tardor de canya de sucre sota el programa Visa H-2A. Els jamaicans van substituir les generacions anteriors de treballadors estacionals de les Bahames que, al seu torn, van substituir la mà d'obra migrant reclutada al Cotton Belt a la primera meitat del segle xx. Un curtmetratge documental que acompanya la versió en DVD de la pel·lícula afirma que el 1992 es va abandonar el treball humà per a les recol·lectores mecàniques.
La pel·lícula inclou entrevistes amb un funcionari del Departament de Treball dels Estats Units, un funcionari de la Florida Sugar Cane League, el primer ministre de Jamaica Michael Manley, comerciants locals i una dotzena de treballadors de camp. També inclou imatges de César Chávez, el representant dels Estats Units Thomas Downey i el senador estatuanidenc Bill Bradley.